# Torneo Integración 2016 (Catamarca)
Para festejar los 100 años de la Liga Catamarqueña de Fútbol, se jugó este torneo por primera vez con los 17 equipos de la Liga Chacarera, luego de idas y vuelta de los dirigentes de la Liga Chacarera, decidieron participar de este novedoso torneo para el fútbol catamarqueño que arrancó el 25 de junio y finalizó el 16 de julio.

## Sistema de disputa
El torneo se desarrollará dividido en cinco etapas: Fase de grupos (16°avos de final), octavos de final, cuartos de final, semifinales y final.
En la fase de grupos, los 32 equipos participantes se dividen en ocho grupos de cuatro equipos cada uno. Se juega un solo partido, donde el equipo que resulte ganador avanzará directamente a los octavos de final. En caso de igualdad en los 90' se definirá desde los penales
Los octavos de final, cuartos de final, semifinales, partido por el tercer lugar y final se juegan con un sistema de eliminación directa. Si algún partido de estas fases termina empatado luego de los noventa minutos de tiempo de juego reglamentario, se define al ganador mediante tiros desde el punto penal con excepción del partido de la final, en el que se juega un tiempo extra consistente en dos periodos de 15 minutos, luego del cual y si el empate continúa, se procede con los tiros desde el punto penal para determinar al campeón.

## Equipos participantes
| Equipo                                              | Barrio o Ciudad           |
| --------------------------------------------------- | ------------------------- |
| Club Deportivo Américo Tesorieri                    | B° Marco Avellaneda       |
| Ateneo Mariano Moreno                               | San Isidro                |
| Club Deportivo Chacarita                            | B° - La Chacarita         |
| Club Deportivo Coronel Daza                         | Banda de Varela           |
| Club Defensores de Esquiú                           | San José                  |
| Club Atlético Defensores del Norte                  | B° Piloto                 |
| Club Deportivo Sumalao                              | Sumalao                   |
| Club Atlético Estudiantes de La Tablada             | B° La Tablada             |
| Club Sportivo Ferrocarriles del Estado de Chumbicha | Chumbicha                 |
| Club Atlético Independiente                         | B° Centro (Capital)       |
| Club Atlético Independiente                         | San Antonio               |
| Club Juventud Unida de La Falda                     | La Falda                  |
| Asociación Juventud Unida de Santa Rosa             | B° 250 V.V.               |
| Club Cultural y Deportivo La Carrera                | La Carrera                |
| Club Deportivo La Estación                          | Miraflores                |
| Club Social y Deportivo La Merced                   | La Merced                 |
| Club Atlético La Tercena                            | La Tercena                |
| Club Social y Deportivo Las Pirquitas               | Las Pirquitas             |
| Club Social y Deportivo Los Altos                   | Los Altos                 |
| Club Deportivo Los Sureños                          | Pozo El Mistol            |
| Club Obreros de San Isidro                          | San Isidro                |
| Club Social y Deportivo Parque Daza                 | B° Villa Parque Chacabuco |
| Club Atlético Policial                              | B° La Tablada             |
| Club Atlético Rivadavia                             | Huillapima                |
| Club Deportivo Salta Central                        | B° Fariñango              |
| Club Atlético San Lorenzo de Alem                   | B° Los Ejidos             |
| Club Atlético San Martín                            | El Bañado                 |
| Club Atlético Sarmiento                             | B° Las Margaritas         |
| Club Deportivo Social Rojas                         | Santa Rosa                |
| Club Social San Antonio                             | San Antonio               |
| Club Atlético Vélez Sarsfield                       | B° Centro (Capital)       |
| Club Sportivo Villa Cubas                           | B° Villa Cubas            |
| Club Sportivo Villa Dolores                         | Villa Dolores             |

## Sorteo
El sorteo se realizó el día 8 de junio en el Cine Teatro Catamarca, donde se definidrán los cabezas de serie y demás bolilleros.
| Cabezas de serie | Copón 1 | Copón 2 |
| --- | --- | --- |
| - Coronel Daza - Defensores de Esquiú - Policial - San Lorenzo de Alem - San Martín - Sarmiento - Villa Cubas - Villa Dolores | - Américo Tesorieri - Ateneo Mariano Moreno - Chacarita - Defensores del Norte - Estudiantes de La Tablada - Ferrocarriles - Independiente - Juventud Unida (SR) - Parque Daza - Rivadavia - Salta Central - Vélez Sarsfield | - Deportivo Sumalao - Independiente (SA) - Juventud Unida (LF) - La Carrera - La Estación - La Merced - La Tercena - Las Pirquitas - Los Sureños - Obreros - Social Los Altos - Social San Antonio - Social Rojas |

## Repechaje Clasificarorio para integrar el Grupo "F"
| 22 de junio, 14:45 | Social Rojas                             | 2 - 1   | Chacarita       | Primo Antonio Prevedello, San Isidro |                             |
|                    | Jonathan Fernández 87' Ricardo Arias 91' | Reporte | 23' Orlando Paz | Árbitro(s): Jerónimo Toledo          | Árbitro(s): Jerónimo Toledo |

## Primera fase

### Grupo A

#### Tabla de posiciones final
| Pos. | Equipo                    | Pts. | PJ | PG | PE | PP | GF | GC | Dif. |
| ---- | ------------------------- | ---- | -- | -- | -- | -- | -- | -- | ---- |
| 01.º | Juventud Unida (La Falda) | 3    | 1  | 1  | 0  | 0  | 2  | 0  | 2    |
| 02.º | San Lorenzo de Alem       | 3    | 1  | 1  | 0  | 0  | 2  | 0  | 2    |
| 03.º | Estudiantes de La Tablada | 0    | 1  | 0  | 0  | 1  | 0  | 2  | −2   |
| 04.º | La Carrera                | 0    | 1  | 0  | 0  | 1  | 0  | 2  | −2   |

|  | Clasificaron a los octavos de final |

#### Resultados
| Fecha 1                   | Fecha 1   | Fecha 1                 | Fecha 1             | Fecha 1    | Fecha 1 |
| Local                     | Resultado | Visitante               | Estadio             | Fecha      | Hora    |
| ------------------------- | --------- | ----------------------- | ------------------- | ---------- | ------- |
| Estudiantes de La Tablada | 0 - 2     | Juventud U. de La Falda | Malvinas Argentinas | 1 de julio | 14:00   |
| San Lorenzo de Alem       | 2 - 0     | La Carrera              | Malvinas Argentinas | 1 de julio | 16:00   |

### Grupo B

#### Tabla de posiciones final
| Pos. | Equipo                      | Pts. | PJ | PG | PE | PP | GF | GC | Dif. |
| ---- | --------------------------- | ---- | -- | -- | -- | -- | -- | -- | ---- |
| 01.º | Independiente (Capital)     | 3    | 1  | 1  | 0  | 0  | 3  | 1  | 2    |
| 02.º | Independiente (San Antonio) | 3    | 1  | 1  | 0  | 0  | 1  | 0  | 1    |
| 03.º | Defensores del Norte        | 0    | 1  | 0  | 0  | 1  | 0  | 1  | −1   |
| 04.º | Coronel Daza                | 0    | 1  | 0  | 0  | 1  | 1  | 3  | −2   |

|  | Clasificaron a los octavos de final |

#### Resultados
| Fecha 1            | Fecha 1   | Fecha 1              | Fecha 1      | Fecha 1     | Fecha 1 |
| Local              | Resultado | Visitante            | Estadio      | Fecha       | Hora    |
| ------------------ | --------- | -------------------- | ------------ | ----------- | ------- |
| Independiente (SA) | 1 - 0     | Defensores del Norte | Coronel Daza | 30 de junio | 14:15   |
| Coronel Daza       | 1 - 3     | Independiente (C)    | Coronel Daza | 30 de junio | 16:15   |

### Grupo C

#### Tabla de posiciones final
| Pos. | Equipo                 | Pts. | PJ | PG | PE | PP | GF | GC | Dif. |
| ---- | ---------------------- | ---- | -- | -- | -- | -- | -- | -- | ---- |
| 01.º | Rivadavia (Huillapima) | 3    | 1  | 1  | 0  | 0  | 9  | 0  | 9    |
| 02.º | Policial               | 3    | 1  | 1  | 0  | 0  | 1  | 0  | 1    |
| 03.º | La Tercena             | 0    | 1  | 0  | 0  | 1  | 0  | 1  | −1   |
| 04.º | Social Los Altos       | 0    | 1  | 0  | 0  | 1  | 0  | 9  | −9   |

|  | Clasificaron a los octavos de final |

#### Resultados
| Fecha 1   | Fecha 1   | Fecha 1          | Fecha 1             | Fecha 1     | Fecha 1 |
| Local     | Resultado | Visitante        | Estadio             | Fecha       | Hora    |
| --------- | --------- | ---------------- | ------------------- | ----------- | ------- |
| Rivadavia | 9 - 0     | Social Los Altos | Malvinas Argentinas | 29 de junio | 14:15   |
| Policial  | 1 - 0     | La Tercena       | Malvinas Argentinas | 29 de junio | 16:15   |

### Grupo D

#### Tabla de posiciones final
| Pos. | Equipo                    | Pts. | PJ | PG | PE | PP | GF | GC | Dif. |
| ---- | ------------------------- | ---- | -- | -- | -- | -- | -- | -- | ---- |
| 01.º | Ferrocarriles (Chumbicha) | 3    | 1  | 1  | 0  | 0  | 4  | 3  | 1    |
| 02.º | Defensores de Esquiú      | 1    | 1  | 0  | 1  | 0  | 1  | 1  | 0    |
| 03.º | Salta Central             | 1    | 1  | 0  | 1  | 0  | 1  | 1  | 0    |
| 04.º | Social San Antonio        | 0    | 1  | 0  | 0  | 1  | 3  | 4  | −1   |

|  | Clasificaron a los octavos de final |

#### Resultados
| Fecha 1              | Fecha 1       | Fecha 1       | Fecha 1             | Fecha 1     | Fecha 1 |
| Local                | Resultado     | Visitante     | Estadio             | Fecha       | Hora    |
| -------------------- | ------------- | ------------- | ------------------- | ----------- | ------- |
| Social San Antonio   | 3 - 4         | Ferrocarriles | Primo A. Prevedello | 29 de junio | 14:15   |
| Defensores de Esquiú | 1 (4) - 1 (2) | Salta Central | Primo A. Prevedello | 29 de junio | 16:15   |

### Grupo E

#### Tabla de posiciones final
| Pos. | Equipo                       | Pts. | PJ | PG | PE | PP | GF | GC | Dif. |
| ---- | ---------------------------- | ---- | -- | -- | -- | -- | -- | -- | ---- |
| 01.º | Deportivo Sumalao            | 3    | 1  | 1  | 0  | 0  | 2  | 0  | 2    |
| 02.º | Las Pirquitas                | 3    | 1  | 1  | 0  | 0  | 2  | 1  | 1    |
| 03.º | Sarmiento                    | 0    | 1  | 0  | 0  | 1  | 1  | 2  | −1   |
| 04.º | Juventud Unida de Santa Rosa | 0    | 1  | 0  | 0  | 1  | 0  | 2  | −2   |

|  | Clasificaron a los octavos de final |

#### Resultados
| Fecha 1        | Fecha 1   | Fecha 1           | Fecha 1             | Fecha 1     | Fecha 1 |
| Local          | Resultado | Visitante         | Estadio             | Fecha       | Hora    |
| -------------- | --------- | ----------------- | ------------------- | ----------- | ------- |
| Juventud Unida | 0 - 2     | Deportivo Sumalao | Malvinas Argentinas | 28 de junio | 14:15   |
| Sarmiento      | 1 - 2     | Las Pirquitas     | Malvinas Argentinas | 28 de junio | 16:15   |

### Grupo F

#### Tabla de posiciones final
| Pos. | Equipo               | Pts. | PJ | PG | PE | PP | GF | GC | Dif. |
| ---- | -------------------- | ---- | -- | -- | -- | -- | -- | -- | ---- |
| 01.º | Social Rojas         | 3    | 1  | 1  | 0  | 0  | 2  | 0  | 2    |
| 02.º | Vélez Sarsfield      | 3    | 1  | 1  | 0  | 0  | 2  | 1  | 1    |
| 03.º | Villa Dolores        | 0    | 1  | 0  | 0  | 1  | 1  | 2  | −1   |
| 04.º | Obreros (San Isidro) | 0    | 1  | 0  | 0  | 1  | 0  | 2  | −2   |

|  | Clasificaron a los octavos de final |

#### Resultados
| Fecha 1       | Fecha 1   | Fecha 1         | Fecha 1      | Fecha 1     | Fecha 1 |
| Local         | Resultado | Visitante       | Estadio      | Fecha       | Hora    |
| ------------- | --------- | --------------- | ------------ | ----------- | ------- |
| Obreros       | 0 - 2     | Social Rojas    | Coronel Daza | 28 de junio | 14:15   |
| Villa Dolores | 1 - 2     | Vélez Sarsfield | Coronel Daza | 28 de junio | 16:15   |

### Grupo G

#### Tabla de posiciones final
| Pos. | Equipo                       | Pts. | PJ | PG | PE | PP | GF | GC | Dif. |
| ---- | ---------------------------- | ---- | -- | -- | -- | -- | -- | -- | ---- |
| 01.º | Villa Cubas                  | 3    | 1  | 1  | 0  | 0  | 3  | 1  | 2    |
| 02.º | Parque Daza                  | 3    | 1  | 1  | 0  | 0  | 2  | 1  | 1    |
| 03.º | La Estación (Miraflores)     | 0    | 1  | 0  | 0  | 1  | 1  | 2  | −1   |
| 04.º | Los Sureños (Pozo El Mistol) | 0    | 1  | 0  | 0  | 1  | 1  | 3  | −2   |

|  | Clasificaron a los octavos de final |

#### Resultados
| Fecha 1     | Fecha 1   | Fecha 1     | Fecha 1             | Fecha 1     | Fecha 1 |
| Local       | Resultado | Visitante   | Estadio             | Fecha       | Hora    |
| ----------- | --------- | ----------- | ------------------- | ----------- | ------- |
| Parque Daza | 2 - 1     | La Estación | Malvinas Argentinas | 30 de junio | 14:15   |
| Villa Cubas | 3 - 1     | Los Sureños | Malvinas Argentinas | 30 de junio | 16:15   |

### Grupo H

#### Tabla de posiciones final
| Pos. | Equipo                 | Pts. | PJ | PG | PE | PP | GF | GC | Dif. |
| ---- | ---------------------- | ---- | -- | -- | -- | -- | -- | -- | ---- |
| 01.º | San Martín (El Bañado) | 3    | 1  | 1  | 0  | 0  | 3  | 2  | 1    |
| 02.º | Ateneo Mariano Moreno  | 3    | 1  | 1  | 0  | 0  | 2  | 1  | 1    |
| 03.º | Américo Tesorieri      | 0    | 1  | 0  | 0  | 1  | 2  | 3  | −1   |
| 04.º | La Merced              | 0    | 0  | 0  | 0  | 0  | 1  | 2  | −1   |

|  | Clasificaron a los octavos de final |

#### Resultados
| Fecha 1          | Fecha 1   | Fecha 1           | Fecha 1             | Fecha 1     | Fecha 1 |
| Local            | Resultado | Visitante         | Estadio             | Fecha       | Hora    |
| ---------------- | --------- | ----------------- | ------------------- | ----------- | ------- |
| Ateneo M. Moreno | 2 - 1     | La Merced         | Primo A. Prevedello | 28 de junio | 14:15   |
| San Martín       | 3 - 2     | Américo Tesorieri | Primo A. Prevedello | 28 de junio | 16:15   |

## Segunda fase

### Cuadro de desarrollo
|  | Octavos de final       | Octavos de final       |                     |       | Cuartos de final | Cuartos de final |  |  | Semifinales | Semifinales |  |  | Final       | Final       |
|  | 2 y 3 de Julio         | 2 y 3 de Julio         |                     |       | 6 y 7 de Julio   | 6 y 7 de Julio   |  |  | 10 de Julio | 10 de Julio |  |  | 16 de Julio | 16 de Julio |
|  |                        |                        |                     |       |                  |                  |  |  |             |             |  |  |             |             |
|  |                        |                        |                     |       |                  |                  |  |  |             |             |  |  |             |             |
|  |                        |                        |                     |       |                  |                  |  |  |             |             |  |  |             |             |
|  | Juventud (La Falda)    | 0                      |                     |       |                  |                  |  |  |             |             |  |  |             |             |
|  | Juventud (La Falda)    | 0                      |                     |       |                  |                  |  |  |             |             |  |  |             |             |
|  | San Lorenzo de Alem    | 7                      |                     |       |                  |                  |  |  |             |             |  |  |             |             |
|  | San Lorenzo de Alem    | 7                      | San Lorenzo de Alem | 0 (4) |                  |                  |  |  |             |             |  |  |             |             |
|  |                        |                        |                     | 0 (4) |                  |                  |  |  |             |             |  |  |             |             |
|  |                        | Atlético Policial      | 0 (3)               |       |                  |                  |  |  |             |             |  |  |             |             |
|  | Rivadavia (Huillapima) | Atlético Policial      | 0 (3)               | 0     |                  |                  |  |  |             |             |  |  |             |             |
|  | Rivadavia (Huillapima) |                        |                     | 0     |                  |                  |  |  |             |             |  |  |             |             |
|  | Atlético Policial      | 1                      |                     |       |                  |                  |  |  |             |             |  |  |             |             |
|  | Atlético Policial      | 1                      | San Lorenzo de Alem | 3     |                  |                  |  |  |             |             |  |  |             |             |
|  |                        |                        |                     | 3     |                  |                  |  |  |             |             |  |  |             |             |
|  |                        | Ferrocarriles          | 1                   |       |                  |                  |  |  |             |             |  |  |             |             |
|  | Independiente (C)      | Ferrocarriles          | 1                   | 2 (4) |                  |                  |  |  |             |             |  |  |             |             |
|  | Independiente (C)      |                        |                     | 2 (4) |                  |                  |  |  |             |             |  |  |             |             |
|  | Independiente (SA)     | 2 (5)                  |                     |       |                  |                  |  |  |             |             |  |  |             |             |
|  | Independiente (SA)     | 2 (5)                  | Independiente (SA)  | 1     |                  |                  |  |  |             |             |  |  |             |             |
|  |                        |                        |                     | 1     |                  |                  |  |  |             |             |  |  |             |             |
|  |                        | Ferrocarriles          | 4                   |       |                  |                  |  |  |             |             |  |  |             |             |
|  | Ferrocarriles          | Ferrocarriles          | 4                   | 1 (2) |                  |                  |  |  |             |             |  |  |             |             |
|  | Ferrocarriles          |                        |                     | 1 (2) |                  |                  |  |  |             |             |  |  |             |             |
|  | Defensores de Esquiú   | 1 (1)                  |                     |       |                  |                  |  |  |             |             |  |  |             |             |
|  | Defensores de Esquiú   | 1 (1)                  | San Lorenzo de Alem | 0 (5) |                  |                  |  |  |             |             |  |  |             |             |
|  |                        |                        |                     | 0 (5) |                  |                  |  |  |             |             |  |  |             |             |
|  |                        | San Martín (El Bañado) | 0 (4)               |       |                  |                  |  |  |             |             |  |  |             |             |
|  | Deportivo Sumalao      | San Martín (El Bañado) | 0 (4)               | 3     |                  |                  |  |  |             |             |  |  |             |             |
|  | Deportivo Sumalao      |                        |                     | 3     |                  |                  |  |  |             |             |  |  |             |             |
|  | Las Pirquitas          | 2                      |                     |       |                  |                  |  |  |             |             |  |  |             |             |
|  | Las Pirquitas          | 2                      | Deportivo Sumalao   | 3     |                  |                  |  |  |             |             |  |  |             |             |
|  |                        |                        |                     | 3     |                  |                  |  |  |             |             |  |  |             |             |
|  |                        | Parque Daza            | 2                   |       |                  |                  |  |  |             |             |  |  |             |             |
|  | Villa Cubas            | Parque Daza            | 2                   | 0     |                  |                  |  |  |             |             |  |  |             |             |
|  | Villa Cubas            |                        |                     | 0     |                  |                  |  |  |             |             |  |  |             |             |
|  | Parque Daza            | 1                      |                     |       |                  |                  |  |  |             |             |  |  |             |             |
|  | Parque Daza            | 1                      | Deportivo Sumalao   | 0     |                  |                  |  |  |             |             |  |  |             |             |
|  |                        |                        |                     | 0     |                  |                  |  |  |             |             |  |  |             |             |
|  |                        | San Martín (El Bañado) | 1                   |       |                  |                  |  |  |             |             |  |  |             |             |
|  | Social Rojas           | San Martín (El Bañado) | 1                   | 2     |                  |                  |  |  |             |             |  |  |             |             |
|  | Social Rojas           |                        |                     | 2     |                  |                  |  |  |             |             |  |  |             |             |
|  | Vélez Sarsfield        | 0                      |                     |       |                  |                  |  |  |             |             |  |  |             |             |
|  | Vélez Sarsfield        | 0                      | Social Rojas        | 1     |                  |                  |  |  |             |             |  |  |             |             |
|  |                        |                        |                     | 1     |                  |                  |  |  |             |             |  |  |             |             |
|  |                        | San Martín (El Bañado) | 4                   |       |                  |                  |  |  |             |             |  |  |             |             |
|  | San Martín (El Bañado) | San Martín (El Bañado) | 4                   | 4     |                  |                  |  |  |             |             |  |  |             |             |
|  | San Martín (El Bañado) |                        |                     | 4     |                  |                  |  |  |             |             |  |  |             |             |
|  | Ateneo M. Moreno       | 0                      |                     |       |                  |                  |  |  |             |             |  |  |             |             |
|  | Ateneo M. Moreno       | 0                      |                     |       |                  |                  |  |  |             |             |  |  |             |             |

### Octavos de final

#### Resultados
| Partidos de Octavos       | Partidos de Octavos | Partidos de Octavos         | Partidos de Octavos      | Partidos de Octavos | Partidos de Octavos |
| Local                     | Resultado           | Visitante                   | Estadio                  | Fecha               | Hora                |
| ------------------------- | ------------------- | --------------------------- | ------------------------ | ------------------- | ------------------- |
| Deportivo Sumalao         | 3 - 2               | Las Pirquitas               | Malvinas Argentinas      | 2 de julio          | 14:00               |
| Social Rojas              | 2 - 0               | Vélez Sarsfield             | Primo Antonio Prevedello | 2 de julio          | 14:45               |
| Villa Cubas               | 0 - 1               | Parque Daza                 | Malvinas Argentinas      | 2 de julio          | 16:00               |
| San Martín (El Bañado)    | 4 - 0               | Ateneo Mariano Moreno       | Primo Antonio Prevedello | 2 de julio          | 16:45               |
| Rivadavia (Huillapima)    | 0 - 1               | Atlético Policial           | Malvinas Argentinas      | 3 de julio          | 14:00               |
| Independiente (Capital)   | 2 (4) - 2 (5)       | Independiente (San Antonio) | Primo Antonio Prevedello | 3 de julio          | 14:15               |
| Juventud Unida (La Falda) | 0 - 7               | San Lorenzo de Alem         | Malvinas Argentinas      | 3 de julio          | 16:00               |
| Ferrocarriles (Chumbicha) | 1 (2) - 1 (1)       | Defensores de Esquiú        | Primo Antonio Prevedello | 3 de julio          | 16:15               |

### Cuartos de final

#### Resultados
| Partidos de Cuartos         | Partidos de Cuartos | Partidos de Cuartos       | Partidos de Cuartos      | Partidos de Cuartos | Partidos de Cuartos |
| Local                       | Resultado           | Visitante                 | Estadio                  | Fecha               | Hora                |
| --------------------------- | ------------------- | ------------------------- | ------------------------ | ------------------- | ------------------- |
| Deportivo Sumalao           | 3 - 2               | Parque Daza               | Primo Antonio Prevedello | 6 de julio          | 14:00               |
| San Martín (El Bañado)      | 4 - 1               | Social Rojas              | Primo Antonio Prevedello | 6 de julio          | 16:00               |
| Independiente (San Antonio) | 1 - 4               | Ferrocarriles (Chumbicha) | Malvinas Argentinas      | 7 de julio          | 14:00               |
| San Lorenzo de Alem         | 0 (4) - 0 (3)       | Atlético Policial         | Malvinas Argentinas      | 7 de julio          | 16:00               |

### Semifinales

#### Resultados
| Partidos de Semifinales | Partidos de Semifinales | Partidos de Semifinales   | Partidos de Semifinales | Partidos de Semifinales | Partidos de Semifinales |
| Local                   | Resultado               | Visitante                 | Estadio                 | Fecha                   | Hora                    |
| ----------------------- | ----------------------- | ------------------------- | ----------------------- | ----------------------- | ----------------------- |
| Deportivo Sumalao       | 0 - 1                   | San Martín (El Bañado)    | Malvinas Argentinas     | 10 de julio             | 14:15                   |
| San Lorenzo de Alem     | 3 - 1                   | Ferrocarriles (Chumbicha) | Malvinas Argentinas     | 10 de julio             | 16:15                   |

### Tercer y Cuarto Puesto

#### Resultados
| Tercer puesto             | Tercer puesto | Tercer puesto     | Tercer puesto       | Tercer puesto | Tercer puesto |
| Local                     | Resultado     | Visitante         | Estadio             | Fecha         | Hora          |
| ------------------------- | ------------- | ----------------- | ------------------- | ------------- | ------------- |
| Ferrocarriles (Chumbicha) | 3 - 0         | Deportivo Sumalao | Malvinas Argentinas | 15 de julio   | 15:00         |

### Final

#### Resultados
| Partido Final       | Partido Final | Partido Final          | Partido Final       | Partido Final | Partido Final |
| Local               | Resultado     | Visitante              | Estadio             | Fecha         | Hora          |
| ------------------- | ------------- | ---------------------- | ------------------- | ------------- | ------------- |
| San Lorenzo de Alem | 0 (5) - 0 (4) | San Martín (El Bañado) | Malvinas Argentinas | 16 de julio   | 15:00         |

|                                              |
| Club Atlético San Lorenzo de Alem 22° título |
| Campeón Torneo Integración 2016              |

## Goleadores
| Jugador                   | Equipo                   | Goles |
| ------------------------- | ------------------------ | ----- |
| Matías Solohaga           | San Lorenzo de Alem      | 5     |
| Héctor Acosta             | San Martín               | 4     |
| Hugo Córdoba              | Ferrocarriles            | 4     |
| Nahuel Silva              | Rivadavia                | 4     |
| Raúl Cisterna             | Independiente (SA)       | 4     |
| Ignacio Hidalgo           | Las Pirquitas            | 3     |
| Kevin Silva               | Rivadavia                | 3     |
| Martín Santander          | Ferrocarriles            | 3     |
| Sergio Altamirano         | Parque Daza              | 3     |
| Alberto Córdoba           | Ferrocarriles            | 2     |
| Fernando Demare           | San Martín               | 2     |
| Hugo Martínez             | San Martín               | 2     |
| Jonathan Fernández        | Social Rojas             | 2     |
| Jorge Figueroa            | Deportivo Sumalao        | 2     |
| José Cano                 | San Martín               | 2     |
| Kevin Córdoba             | Policial                 | 2     |
| Leonel Carrión            | San Lorenzo de Alem      | 2     |
| Lucas Alaníz              | Villa Cubas              | 2     |
| Maximiliano Reynoso       | Ferrocarriles            | 2     |
| Omar Bracamonte           | San Lorenzo de Alem      | 2     |
| Adrián Coronel            | Rivadavia                | 1     |
| Alberto Bustamante        | Deportivo Sumalao        | 1     |
| Alfredo Franchino         | Parque Daza              | 1     |
| Andrés Arroyo             | Defensores de Esquiú     | 1     |
| Andrés Nieva              | Independiente (C)        | 1     |
| Ángel Nieva               | Juventud (La Falda)      | 1     |
| Carlos Tapia              | Independiente (C)        | 1     |
| Claudio Cejas Barrionuevo | Deportivo Sumalao        | 1     |
| Cristian Narváez          | Coronel Daza             | 1     |
| Darío Luján               | Social San Antonio       | 1     |
| David Corzo               | Social Rojas             | 1     |
| Diego Nieva               | San Martín               | 1     |
| Diego Vázquez             | Defensores de Esquiú     | 1     |
| Erik Leonardo Silva       | Rivadavia                | 1     |
| Esteban Valatkevicnis     | Vélez Sarsfield          | 1     |
| Fabián Ortega             | Salta Central            | 1     |
| Franco Acevedo            | Ateneo M. Moreno         | 1     |
| Franco Gin                | Social Rojas             | 1     |
| Franco Paredes            | Ferrocarriles            | 1     |
| Gastón Medina             | La Estación (Miraflores) | 1     |
| Gonzalo Castro            | Las Pirquitas            | 1     |
| Guillermo Vega            | Parque Daza              | 1     |
| Gustavo Barros            | San Lorenzo de Alem      | 1     |
| Hugo Romero               | Ferrocarriles            | 1     |
| Iván Bustos               | Social Rojas             | 1     |
| Javier Chazampi           | Américo Tesorieri        | 1     |
| Jonathan Rinaudo          | Social Rojas             | 1     |
| Jorge Vera                | Sarmiento                | 1     |
| Leonardo Iorlano          | Villa Cubas              | 1     |
| Leonardo Rojas            | Deportivo Sumalao        | 1     |
| Mario Bustamante          | Deportivo Sumalao        | 1     |
| Mario Coronel             | La Merced                | 1     |
| Luis Arnedo               | Social San Antonio       | 1     |
| Matías Oliva              | Vélez Sarsfield          | 1     |
| Matías Reinoso            | Deportivo Sumalao        | 1     |
| Maximiliano Arreguez      | Los Sureños              | 1     |
| Miguel Vergara            | Ateneo M. Moreno         | 1     |
| Néstor Agüero             | San Martín               | 1     |
| Orlando Paz               | Chacarita                | 1     |
| Pedro Quiroga             | San Lorenzo de Alem      | 1     |
| Ramón Paredes             | Deportivo Sumalao        | 1     |
| Ricardo Arias             | San Martín               | 1     |
| Ricardo Salas             | Independiente (C)        | 1     |
| Rodrigo Acosta            | Independiente (C)        | 1     |
| Rodrigo Silcán            | Villa Dolores            | 1     |
| Rubén López               | Juventud (La Falda)      | 1     |
| Segundo Gutiérrez         | Independiente (C)        | 1     |
| Sergio Herrera            | Américo Tesorieri        | 1     |
| Uriel Moya                | Social San Antonio       | 1     |
| Walter Luján              | San Lorenzo de Alem      | 1     |